# Sköldpadd (katt)

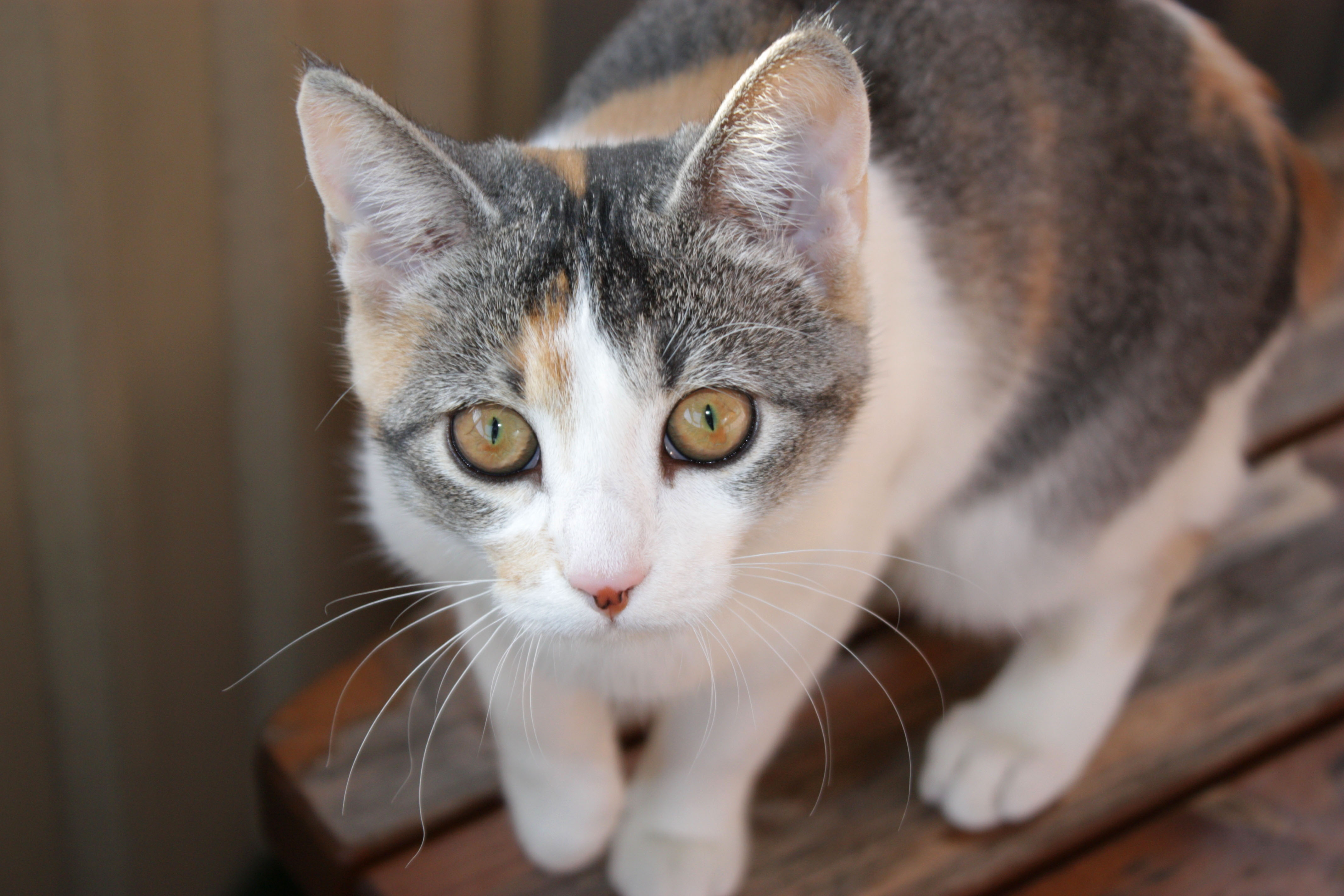
Sköldpaddsfärgad honkatt.

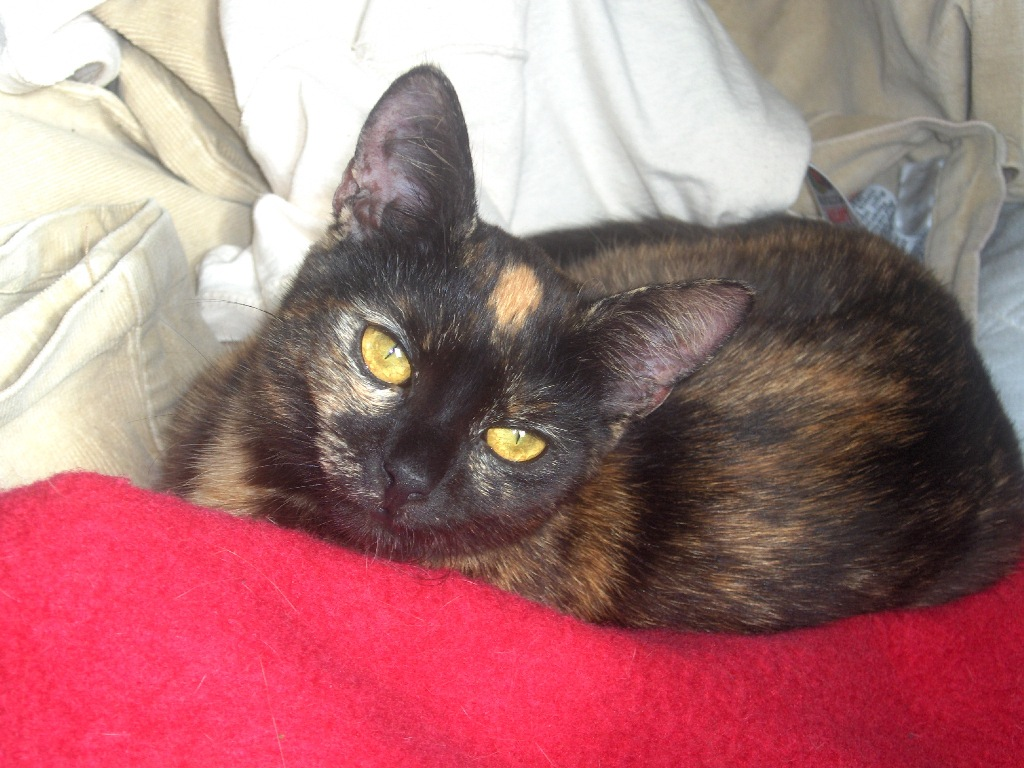
Sköldpaddsfärgad katt utan vitt.

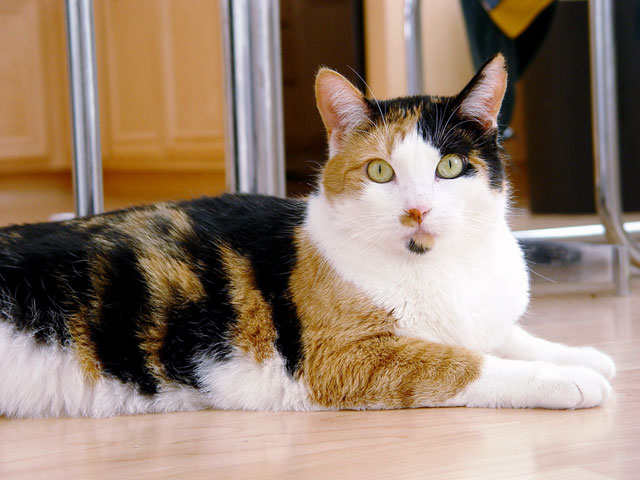
Sköldpadd och vit katt.

Sköldpadd kallas en könsbunden färg hos tamkatten, vilken uppkommer vid en heterozygot uppsättning av den könsbundna röda färgen, kallad feomelanin. För att en katt skall bli sköldpaddsfärgad krävs att den har ett anlag för röd färg på den ena X-kromosomen, och ett anlag för det svarta färgämnet eumelanin på den andra X-kromosomen. Eftersom individer med två X-kromosomer vanligtvis är honor så är det mycket ovanligt med sköldpaddsfärgade hankatter (ca 1 av 3000). De sköldpaddsfärgade hankatterna har antingen kromosomuppsättningen XXY, vilket nästan alltid innebär sterilitet, eller så är individen en chimär. Det vill säga att två olika befruktade ägg bildat ett enda embryo. 
Vid parning ger sköldpaddsfärgade honor cirka 50 % röda hanar, eftersom dessa ärver sin färg från modern, och hon har gener för både det röda och det svarta färgämnet. Eftersom honor ärver sin färg från både modern och fadern kan de bli sköldpaddsfärgade, röda eller svarta beroende på faderns färg.
På en katt utan vitfläck sprids de röda och svarta hårstråna ut tämligen slumpartat. Anlaget som ger vitfläck hos katt påverkar sköldpaddsfärgen på så sätt att de svarta och röda stråna delas upp i sammanhängande fält. En sådan katt kallas ibland i folkmun för trefärgad katt.